# You're on Your Own, Kid
«You're on Your Own, Kid» es una canción de la cantante y compositora estadounidense Taylor Swift, extraída de su décimo álbum de estudio, Midnights (2022). Swift escribió y produjo la canción junto a Jack Antonoff. Con una producción que combina sonidos de rock alternativo, pop rock y synth-pop, es una canción animada con guitarras apagadas y sintetizadores que se van intensificando gradualmente. En la letra, una narradora reflexiona sobre su paso a la adultez, cómo lidió con un amor no correspondido y sus ambiciones profesionales.
Los críticos musicales elogiaron la pista por lo que consideraron un mensaje vulnerable pero esperanzador en sus letras. Interpretaron «You're on Your Own, Kid» como una reflexión de Swift sobre su vida personal y su celebridad, incluyendo un trastorno alimenticio que sufrió. Comercialmente, se ubicó en el top 10 de las listas en Australia, Canadá, Irlanda, Malasia, Filipinas, Singapur y Estados Unidos, y alcanzó el número siete en el Billboard Global 200. Swift interpretó ocasionalmente «You're on Your Own, Kid» en su gira The Eras Tour en 2023–2024.

## Antecedentes y lanzamiento
El 28 de agosto de 2022, durante su discurso de aceptación por el premio al «Video del Año» por «All Too Well: The Short Film» en los MTV Video Music Awards de 2022, la cantante y compositora Taylor Swift anunció su décimo álbum de estudio y su fecha de lanzamiento, programada para el 21 de octubre. Poco después, Swift reveló el nombre del álbum, Midnights, y la portada del álbum en las redes sociales, pero la lista de canciones no se reveló de inmediato. Jack Antonoff, un músico que ha trabajado con Swift desde su quinto álbum de estudio, 1989 (2014), fue anunciado como uno de los productores del álbum a través de un video que ella publicó en su cuenta de Instagram el 6 de septiembre de 2022, titulado «The making of Midnights». El 21 de septiembre, aproximadamente un mes antes del lanzamiento del álbum, Swift anunció una serie de trece episodios llamada Midnights Mayhem with Me en la plataforma de redes sociales TikTok, y posteriormente reveló el título de una pista del álbum en cada episodio. El décimo episodio fue lanzado unos días después, en el cual Swift reveló la quinta pista del álbum, «You're on Your Own, Kid».
«You're on Your Own, Kid», junto con las trece pistas anunciadas y pistas adicionales lanzadas como sorpresa para la edición 3am de Midnights, fue lanzada el 21 de octubre de 2022 bajo Republic Records. El «Strings Remix» de la canción fue incluido en la versión en CD de la Edición Lavender del álbum. En 2023, Swift interpretó «You're on Your Own, Kid» como una «canción sorpresa» en fechas seleccionadas de la gira The Eras Tour, incluyendo Tampa, Florida (14 de abril), Los Ángeles, California (5 de agosto), Ciudad de México, México (26 de agosto) y en 2024, en Tokio, Japón (10 de febrero). En 2024, interpretó la canción dos veces como parte de un mashup con otras de sus canciones en la gira Eras Tour; la primera fue con «Long Live» (2010) en Lisboa el 25 de mayo y la segunda fue con «Fifteen» (2009) en Lyon el 2 de junio. La canción también fue una de las «canciones sorpresa» presentadas en la película de concierto que acompaña a la gira. La letra «friendship bracelets» en «You're on Your Own, Kid» impulsó a los fanáticos y asistentes a los conciertos de la gira Eras Tour a hacer sus propias pulseras que deletreaban los títulos de las canciones de Swift y otras expresiones.

## Composición

### Producción
Swift escribió y produjo «You're on Your Own, Kid» junto con Jack Antonoff, quien programó la pista y tocó instrumentos, incluyendo percusión, Juno 6, Mellotron, Moog, guitarras eléctricas y bajo. Músicos adicionales fueron Evan Smith, quien tocó sintetizadores y grabó su actuación en Pleasure Hill Recording, Portland, Maine; y Sean Hutchinson, quien tocó la batería y grabó su actuación en Hutchinson Sound, Brooklyn. La pista fue grabada por Antonoff y Laura Sisk en Rough Customer Studio, Brooklyn, y Electric Lady Studios, Ciudad de Nueva York. Fue mezclada por Serban Ghenea, asistido por Bryce Bordone, en MixStar Studios, Virginia Beach, Virginia, y masterizada por Randy Merrill en Sterling Sound, Edgewater, Nueva Jersey. En las ediciones de vinilo, la pista fue masterizada por Evan Smith en Sterling Sound, Nashville, Tennessee.
«You're on Your Own, Kid» dura tres minutos y 14 segundos. La canción presenta rasgueos persistentes de guitarra eléctrica a lo largo de toda la pieza. Comienza con suaves y apagados golpes de percusión, guitarras punteadas y sutiles sintetizadores, que gradualmente van en aumento. En los estribillos, después de la letra, «You're on your own kid, you always have been», el instrumental se detiene, contrastando con lo que Paul Attard de Slant Magazine consideró un «pre-estribillo implacable». En las reseñas de Midnights, los críticos describieron el género como pop alternativo, rock alternativo y pop rock. El crítico de Rolling Stone, Rob Sheffield, en una clasificación de las canciones de Swift, llamó a «You're on Your Own, Kid» una pista de synth-pop que recuerda a la música de la banda de rock New Order. Ilana Kaplan de Alternative Press describió la producción como influenciada por el rock alternativo de los años 1990.

### Interpretación lírica
La letra aborda la reflexión de una narradora sobre su paso a la adultez. Ha sido ampliamente interpretada como una canción que documenta el ascenso de Swift a la fama. La narradora rememora sus años de adolescencia en su ciudad natal, donde soñaba con salir y encontró consuelo en la composición de canciones como un medio para crear su propia fantasía. El primer verso la muestra recordando un amor no correspondido en el pasado: «Summer went away / Still the yearning stays / I play it cool with the best of them / I wait patiently / He's gonna notice me / It's ok, we're the best of friends». Shannon Carlin de Time consideró que esto está en línea con el tema del amor no correspondido en canciones anteriores de Swift, incluyendo «You Belong with Me» y «Hey Stephen» de Fearless (2008). El segundo verso la muestra superando al chico y persiguiendo sus aspiraciones profesionales, solo para darse cuenta de que «My dreams aren't rare». Cuando regresa para una reunión de antiguos alumnos, sus amigos la ignoran y han seguido con sus vidas. Hacia el final, la canción concluye con un mensaje esperanzador de autorreflexión. La narradora mira a su alrededor en un «vestido empapado de sangre» y reconoce que cada paso en falso fue una lección aprendida: «So make the friendship bracelets / Take the moment and taste it / You've got no reason to be afraid». Alexis Petridis, crítico de The Guardian, escribió que la imagen del «vestido empapado de sangre» evoca la película de terror Carrie de 1976.
Los críticos interpretaron «You're on Your Own, Kid» como una autorreflexión de Swift sobre su pasado y su camino hacia la celebridad. En Vulture, Craig Jenkins pensó que las voces «melodiosas» de Swift y las referencias a sus primeros días de carrera recuerdan a su álbum Fearless de 2008, tanto estilística como temáticamente. Matthew Dwyer de PopMatters consideró la canción como una contemplación de Swift sobre su legado en la industria musical, citando la letra, «I gave my blood, sweat, and tears for this». John Wohlmacher de Beats Per Minute encontró las letras oscuras, pero la composición musical algo más brillante, y así «parece que Swift está usando la música pop para proyectar una sombra sobre las verdades brillantemente iluminadas dentro de sus letras». Para Nic Nichols de Atwood Magazine, «You're on Your Own, Kid» comparte temas similares con la canción de Swift de 2008, «Fifteen». Las líneas, «I hosted parties and starved my body / Like I'd be saved by a perfect kiss», fueron interpretadas como una mención a su trastorno alimenticio, que también se documenta en Miss Americana (2020).

## Recepción de la crítica
Stephen Thompson de NPR elogió la especificidad y las imágenes de las letras, y la «hermosa» melodía que muestra los talentos de Swift como una gran compositora. Attard consideró «You're on Your Own, Kid» una de las pistas de Midnights que mejor muestran el «temple maduro y la intimidad contundente de la composición de Swift», y Petridis la seleccionó entre las canciones que están «llenas de toques sutiles y brillantes». En Slate, el crítico Carl Wilson calificó «You're on Your Own, Kid» como una de las pistas del álbum que muestran agudeza emocional. Kate Solomon de i elogió la pista como la más emotiva del álbum. Ellen Johnson de Paste la elogió por una narrativa rica que evita ser «excesivamente prolija o sentimental», lo que consideró superior a las canciones pop convencionales. En Variety, Chris Willman clasificó «You're on Your Own, Kid» en el número 49 en su lista de las 50 mejores canciones del repertorio de Swift, elogiando específicamente las letras. Alex Hopper de American Songwriter consideró la canción como una de las favoritas de los fanáticos y la seleccionó como una de las mejores pistas de Midnights.

## Rendimiento comercial
Tras el lanzamiento de Midnights, las pistas del álbum ocuparon todo el top 10 del Billboard Hot 100 de Estados Unidos; «You're on Your Own, Kid» debutó en el número ocho en la lista, con 34.1 millones de reproducciones, 1,500 descargas y 498,000 impresiones de radio. Las pistas hicieron de Swift la primera artista en ocupar el top 10 del Hot 100 y la mujer con más entradas en el top 10 (40), superando a Madonna (38). Alcanzó el número seis en el Canadian Hot 100 y fue certificada platino por Music Canada. En el Reino Unido, la canción alcanzó el número 65 en la UK Singles Chart y recibió una certificación de plata de la British Phonographic Industry (BPI).La canción finalmente debutó y alcanzó el número siete en el Billboard Global 200.

## Créditos
Los créditos son una adaptación de las notas de Midnights.
- Taylor Swift – voz, compositora, productora
- Jack Antonoff – compositor, productor, programación, ingeniero asistente de mezcla, percusión, Juno 6, Mellotron, Moog, guitarras eléctricas, bajo, voces de fondo, grabación
- Evan Smith – sintetizadores, grabación, masterización para vinilo
- Laura Sisk – grabación
- Sean Hutchinson – batería, percusión, grabación
- Megan Searl – ingeniera asistente
- Jon Sher – ingeniero asistente
- John Rooney – ingeniero asistente
- Serban Ghenea – ingeniero de mezcla
- Bryce Bordone – ingeniero asistente de mezcla
- Randy Merrill – ingeniero de masterización

## Gráficos
| Listas (2022–2023)                        | Mejor posición |
| ----------------------------------------- | -------------- |
| Argentina (Argentina Hot 100)             | 98             |
| Australia (ARIA)                          | 6              |
| Bélgica (Billboard)                       | 15             |
| Canadá (Canadian Hot 100)                 | 6              |
| Croacia (Billboard)                       | 18             |
| República Checa (Singles Digitál Top 100) | 26             |
| Dinamarca (Tracklisten)                   | 40             |
| Francia (SNEP)                            | 107            |
| Global 200 (Billboard)                    | 7              |
| Grecia Internacional (IFPI)               | 10             |
| Hungría (Stream Top 40)                   | 36             |
| Islandia (Plötutíðindi)                   | 13             |
| India Internacional (IMI)                 | 19             |
| Italia (FIMI)                             | 82             |
| Irlanda (IRMA)                            | 6              |
| Lituania (AGATA)                          | 24             |
| Países Bajos (Billboard)                  | 22             |
| Malasia (Billboard)                       | 11             |
| Malasia Internacional (RIM)               | 7              |
| Nueva Zelanda (Recorded Music NZ)         | 20             |
| Noruega (VG-lista)                        | 34             |
| Filipinas (Billboard)                     | 6              |
| Portugal (AFP)                            | 13             |
| Singapur (RIAS)                           | 6              |
| Eslovaquia (Rádio Top 100)                | 32             |
| Sudáfrica (RISA)                          | 19             |
| España (Top 100 Canciones)                | 39             |
| Suecia (Sverigetopplistan)                | 27             |
| Suiza (Schweizer Hitparade)               | 27             |
| Reino Unido (UK Singles Chart)            | 65             |
| Estados Unidos (Billboard Hot 100)        | 8              |
| Vietnam (Vietnam Hot 100)                 | 13             |

## Certificaciones
| País        | Organismo certificador | Certificación | Ventas certificadas | Ref.   |
| ----------- | ---------------------- | ------------- | ------------------- | ------ |
| Australia   | ARIA                   | Platino       | 70 000              | [ 80 ] |
| Canadá      | Music Canada           | Platino       | 80 000              | [ 81 ] |
| España      | PROMUSICAE             | Oro           | 30 000              | [ 82 ] |
| Reino Unido | BPI                    | Oro           | 400 000             | [ 47 ] |